# Santa Magdalena de Sió
Santa Magdalena de Sió és una església de les Pallargues, al municipi dels Plans de Sió (Segarra), inclosa a l'Inventari del Patrimoni Arquitectònic de Catalunya.

## Descripció
Capella situada a pocs metres del nucli, construïda amb paredat i carreus regulars als extrems de l'edifici i a la porta principal, coberta a dues aigües.

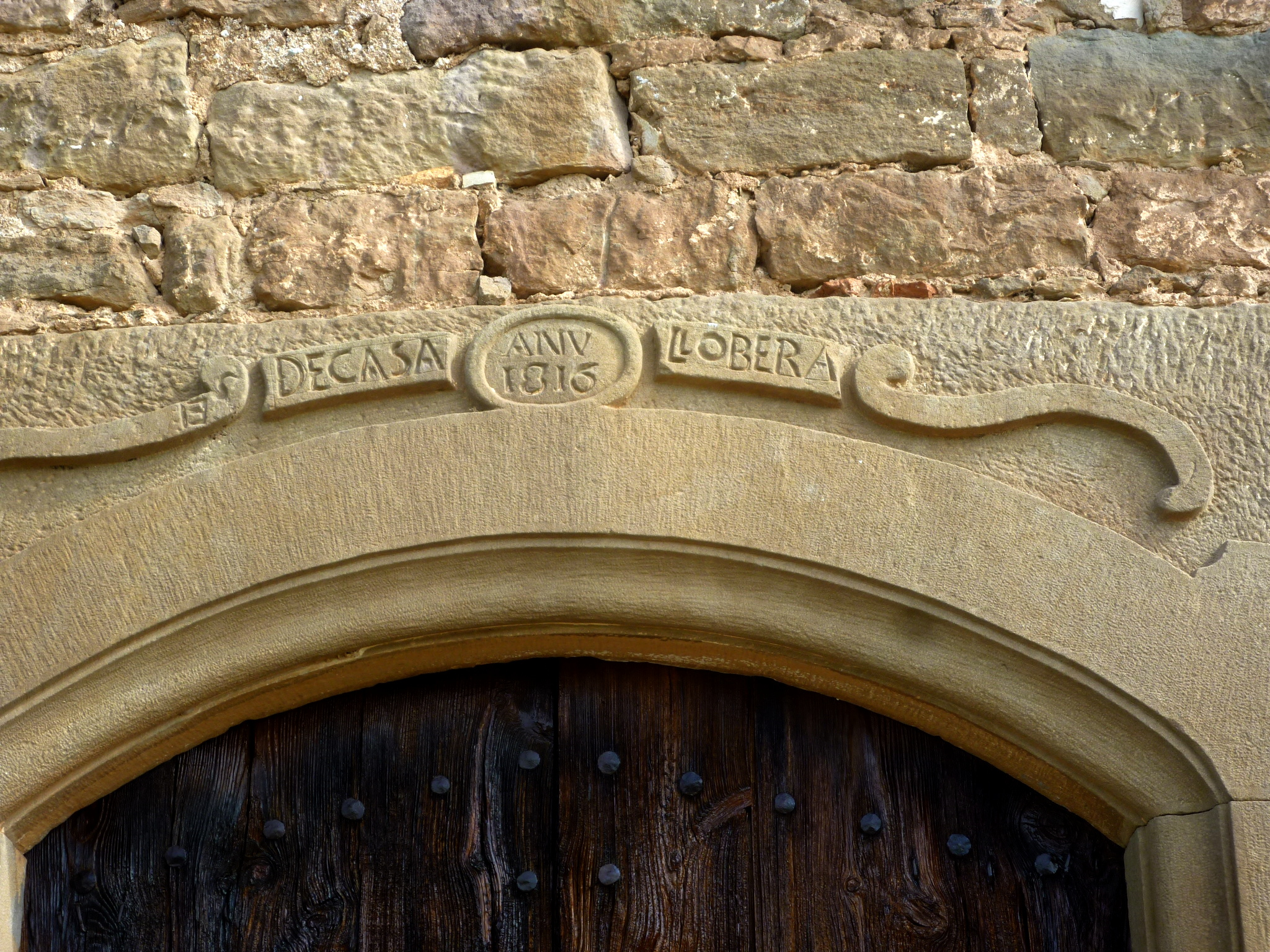
Llinda de la portalada

A la façana es troba la porta principal amb un arc escarser realitzat amb pedra d'una sola peça, el qual descansa sobre els brancals realitzats amb carreus de pedra de grans dimensions i treballats. Per damunt de la porta hi ha una cartel·la amb la següent inscripció: "ES DECASA LLOBERA" i a un medalló central trobem la data de construcció: "ANY 1816", això ens pot indicar la família que va encarregar la seva construcció, la família Llobera. A banda i banda de la porta principal es troben dues obertures el·líptiques per il·luminar l'interior, igual que el petit ull de bou situat a la part superior, amb una franja decorativa al seu voltant. Al capdamunt de la façana hi ha una franja decorativa realitzada amb maó i un petit campanar d'espadanya d'un sol ull amb un pinacle circular superior.